# 1548
1548 (MDXLVIII) a fost un an bisect al calendarului iulian, care a început într-o zi de duminică.

## Evenimente
- 20 octombrie: Este fondat orașul Nuestra Señora de La Paz, cunoscut mai ales ca La Paz, capitala de astăzi a Boliviei.

## Nașteri
- Giordano Bruno, filosof, astronom, matematician și ocultist italian (d. 1600)

## Decese
- 5 septembrie: Catherine Parr  (n. 1512)
- 1 aprilie: Sigismund I al Poloniei  (n. 1467)
- 28 decembrie: Konrad Peutinger istoric german (n. 1465)
- 27 octombrie: Johannes Dantiscus  (n. 1485)
- dată necunoscută: Pedro Ciruelo  (n. 1470)
- ianuarie: Petru de Pereny  (n. 1502)
- 31 decembrie: Apollonia Hirscher  (n. ?)